# PEN-ledare

TN-C-trefassystem för eldistribution med PEN-ledare.

PEN-ledare är en elektrisk ledare som har en gemensam funktion som skyddsjord (PE, protective earth) och neutralledare (N). En isolerad PEN-ledare ska vara gröngul i hela sin längd med en ljusblå tilläggsmärkning i ändarna.
Ett ledningssystem med fyra ledare enligt bilden där PEN-ledaren är en av ledarna kallas TN-C-system.
PE-ledare betyder att ledaren endast har funktion som skyddsjord.